# Ralph Sampson
Pour les articles homonymes, voir Sampson.
Ralph Lee Sampson, dit Ralph Sampson, né le 7 juillet 1960 à Harrisonburg, dans l'État de Virginie, est un basketteur américain.

## Biographie
C'est en Virginie qu'il commence sa carrière de basketteur au niveau universitaire en étant le seul joueur de cette université à remporter trois fois le Naismith College Player of the Year, le USBWA Men's Player of the Year Award et le Trophée Adolph Rupp de 1981 à 1983 et deux fois le Trophée Wooden du meilleur joueur universitaire en 1982 et 1983, il participe au Final Four de 1981. Star universitaire du pays à cette époque, il multiplie les couvertures du journal Sports Illustrated, précisément 6 fois en 4 ans. Le 2 avril 2012, il est élu membre du Basketball Hall of Fame.
C'est tout naturellement qu'il devient le premier choix de la draft de l'année 1983, choisi par les Rockets de Houston.
Ce joueur de près de 2,25 m mais pesant à peine 105 kilos est capable de dunker comme une liane et peut effectuer des dribbles dans le dos tel un meneur de jeu.
Cet intérieur effectue une première saison rookie excellente marquant 21,1 points par match, captant 11 rebonds par match… Il est élu meilleur débutant de l'année (rookie de l'année). La saison suivante, il est associé à un jeune pivot nigérian de près de 2 mètres 15, Hakeem Olajuwon. Ce dernier, star en devenir, forme avec Sampson les « twin towers » (comme une décennie plus tard le duo Tim Duncan-David Robinson). Sampson s'illustre durant les finales de conférence 1986 contre les Lakers de Los Angeles de Magic Johnson et Kareem Abdul-Jabbar. Lors du cinquième match, les Rockets ont la dernière possession de balle à une seconde de la fin. Le score est de 112 partout. Sampson récupère alors le ballon sur la remise en jeu et tente un incroyable tir au buzzer, qui rentre — les Rockets remportent la série. Les twin towers accèdent aux finales NBA contre les Celtics de Boston de Larry Bird, mais doivent s'incliner 4 matchs à 2.
Le duo reste formé jusqu'en 1988, mais déjà Ralph Sampson parait sur le déclin. De 1986 à 1988, il ne joue que 62 matchs sur les 164 disputés par son équipe. De surcroît, ses statistiques personnelles sont en baisse. Des problèmes de genoux récurrents le handicapent, à tel point qu'en Amérique du Nord on le surnomme Ralph « no knees » Sampson. Parallèlement aux pépins physiques de Sampson, trois joueurs des Rockets sont suspendus pour usage de drogue (John Lucas, Lewis Lloyd et Mitchell Wiggins). L'équipe des Rockets du statut de finaliste retombe dans le milieu de tableau (42 victoires pour 40 défaites). Pour éviter que le club sombre, les dirigeants décident de sacrifier Sampson dès le début de la saison 1987-1988. Pour les managers, Sampson semble trop fragile pour la NBA. Ils l'échangent contre Eric "Sleepy" Floyd et Joe Barry Carroll. Le transfert de Sampson chez les Warriors de Golden State en 1988 sonne le glas de sa carrière.
La carrière de Sampson dans la ligue américaine est relativement brève, de 1983 à 1992. Il était devenu dès la saison 1988-1989 un joueur de banc.
Toutefois, ses premières saisons, durant lesquelles il était encore en bonne condition, lui ont permis d'acquérir quelques succès individuels. Il a été élu rookie de l'année 1984, il a participé à quatre NBA All-Star Games, de 1984 à 1987, et a participé à la finale NBA avec les Rockets de Houston en 1986.
L'ancienne star a connu des problèmes avec la justice en mai 2005. Il a été confronté à plusieurs chefs d'accusation, accusé de ne pas payer de pension alimentaire pour deux enfants illégitimes qu'il a eus durant les années 80. Pour chacun des enfants, il risquait deux ans d'emprisonnement et 250 000 dollars d'amende.

## Palmarès

### Universitaire
- Naismith College Player of the Year (meilleur joueur de la saison) en 1981, 1982 et 1983.
- USBWA men's player of the year award en 1981, 1982 et 1983.
- John R. Wooden Award en 1982 et 1983.
- Trophée Adolph Rupp en 1981, 1982 et 1983.

### Palmarès en NBA
- Finales NBA contre les Celtics de Boston en 1986 avec les Rockets de Houston.
- Champion de la Conférence Ouest en 1986 avec les Rockets de Houston.
- Champion de la Division Midwest en 1986 avec les Rockets de Houston.

### Distinctions personnelles
- NBA Rookie of the Year en 1984.
- NBA All-Rookie First Team en 1984.
- NBA All-Star Game Most Valuable Player Award en 1985.
- 4 sélections au NBA All-Star Game de 1984 à 1987.
- All-NBA Second Team en 1985.
- Élu au Naismith Memorial Hall of Fame en 2011.